# Pseudoraphis sordida
Pseudoraphis sordida là một loài thực vật có hoa trong họ Hòa thảo. Loài này được (Thwaites) S.M.Phillips & S.L.Chen mô tả khoa học đầu tiên năm 2003.